# Vargtjärnen (By socken, Dalarna)
Vargtjärnen är en sjö i Avesta kommun i Dalarna och ingår i Dalälvens huvudavrinningsområde. Sjöns area är 0,018 kvadratkilometer och den befinner sig 154 meter över havet.